# چشمان بی‌گناه زیبا
«چشمان بی‌گناه زیبا» (انگلیسی: Angeleyes) ترانه‌ای از گروه پاپ سوئدی آبا است که در سال ۱۹۷۸ منتشر شد. این ترانه را آنی-فرید لینگستاد و آنگنیه‌تا فلتسکوگ با هم می‌خوانند. این ترانه در بریتانیا بسیار موفق بود و به رتبهٔ سوم جدول تک‌آهنگ‌های بریتانیا رسید.
«چشمان بی‌گناه زیبا» ترانه‌ای است که در آن قهرمانِ داستان از زنان می‌خواهد که از نگاه فریبنده و بی‌گناه مردی خوش‌تیپ و جذاب که در عین حال فریب‌کار است، اجتناب کنند و به آن‌ها هشدار می‌دهد که مراقب «بازی‌ای که او دوست دارد اجرا کند» باشند.

## جداول موسیقی
| جدول (۱۹۷۹)                                  | بالاترین رتبه |
| -------------------------------------------- | ------------- |
| جدول تک‌آهنگ‌های بریتانیا (اوسی‌سی)             | ۳             |
| آمریکا بیلبورد هات ۱۰۰                       | ۶۴            |
| آمریکا بزرگسالان معاصر (مجلۀ بیلبورد (مجله)) | ۳۷            |
| کش‌باکس ۱۰۰ تک‌آهنگ برتر آمریکا                | ۷۶            |

| جدول (۲۰۱۸)       | بالاترین رتبه |
| ----------------- | ------------- |
| اسکاتلند (اوسی‌سی) | ۹۱            |

## گواهینامه‌ها
| منطقه                             | گواهی | واحد گواهی‌شده/فروش |
| --------------------------------- | ----- | ------------------ |
| بریتانیا (بی‌پی‌آی)                 | نقره  | ۲۵۰٬۰۰۰^           |
| ^ رقم توزیع تنها بر پایهٔ گواهی‌ها. |       |                    |